# Ivan Saxl
Ivan Saxl (19. července 1936, Pardubice – 23. prosince 2009, Praha) byl český matematik a fyzik.

## Život
Dr. Saxl se narodil 19. července 1936 v Pardubicích. Po maturitě na gymnáziu Chrudimi studoval teoretickou fyziku na Matematicko-fyzikální fakultě Karlovy Univerzity v Praze. Absolvoval v roce 1959. V letech 1959–1962 působil jako asistent na katedře fyziky Českého vysokého učení technického v Praze. Od roku 1962 pracoval v Ústavu jaderného výzkumu v Řeži a zabýval se fyzikální metalurgií. Doktorát přírodních věd získal v roce 1974 obhajobou disertační práce na téma Interakce dislokací a dvojčat.
Vzhledem ke svému zaměření na oblast teoretické fyziky přešel v roce 1973 do Ústavu fyzikální metalurgie Československé akademie věd. V následujících letech se zabýval matematickými aplikacemi v teorii elasticity, krystalografii, vysokoteplotní deformaci a lomu. V roce 1984 se stal na základě práce „Stereology of high temperature degradating processes“ doktorem věd (DrSc.).
V důsledku organizačních změn v ČSAV pracoval v letech 1984–1990 pod hlavičkou Geofyzikálního ústavu a konečně od roku 1990 až do své smrti v Matematickém ústavu České akademie věd.
Středem jeho zájmu se stala stereologie. Stal se členem představenstva Mezinárodní společnosti pro stereologii (International Society for Stereology) a podílel se na organizaci mezinárodních konferencí. Publikoval dvě a podílel se na dvou dalších monografiích z tohoto oboru. V roce 2006 byl na Mezinárodní konferenci (International Conference on Stereology, Spatial Statistics and Stochastic Geometry) konané v Praze, zvolen čestným členem výše uvedené společnosti.
Od roku 2002 spolupracoval také s Katedrou pravděpodobnosti a matematické statistiky a Katedrou didaktiky matematiky Matematicko-fyzikální fakulty Univerzity Karlovy. V posledních letech se zabýval rovněž historií matematiky a filozofií vědy.

## Dílo (výběr)
- Václav Sklenička, Ivan Saxl, Josef Čadek: Mezikrystalový lom pr̆i vysokoteplotním creepu kovů a slitin, Academia, 1977
- Ivan Saxl: Stereologie vnitřní struktury objektů, Praha, Academia, 1984
- Ivan Saxl: Stereology of objects with internal structure. Elsevier, 1989
- Ivan Saxl, Karol Pelikan, Jan Rataj a Michal Besterci: Quantification and Modelling of Heterogeneous Systems, Engineering & Transportation, Mar 1, 1995)
- Ivan Saxl, Lucia Ilucová: Historie grafického zobrazování statistických dat. Robust, 2004, JČMF 2004
- Práce z oblasti creepu
- Další práce z oblasti stereologie Archivováno 6. 10. 2014 na Wayback Machine.
- Pravděpodobnost ve středověku